# 울산만
울산만(蔚山灣)은 울산광역시 동쪽에 있는 만이다. 만구(灣口)는 남쪽으로 열려 있으며 태화강의 하구이다. 울산항, 방어진, 장생포 등의 어항이 있다.

## 같이 보기
- 태화강
- 울산 단층